# Начальник штабу Сухопутних військ Франції
Начальник штабу Сухопутних військ Франції (фр. Chef d'état-major de l'Armée de terre (France); акронім: C.E.M.A.T.) — найвища військова посада у французькій армії з 1871 року. Начальник штабу керує штабом армії і діє як головний радник начальника штабу оборони з питань, що стосуються армії. Високопосадовець відповідає за підтримання оперативної готовності цього виду Збройних сил Франції, формує потребу у військовому та цивільному персоналі та несе персональну відповідальність за підтримку дисципліни, морального духу та поведінки своїх військ. На нього можуть бути покладені спеціальні обов'язки щодо ядерної безпеки.

## Начальники штабу Сухопутних військ Франції

### Начальники штабу французької армії часів Третьої Французької республіки (1871—1940)
| #                            | Фото | Ім'я (роки життя)                                                                         | Військове звання   | Термін в посаді                     |
| ---------------------------- | ---- | ----------------------------------------------------------------------------------------- | ------------------ | ----------------------------------- |
| 1                            |      | Франсуа Гартун (фр. Jean-Louis Borel) (? — ?)                                             | бригадний генерал  | 8 червня 1871 — 2 червня 1873       |
| 2                            |      | Жан-Луї Борель (фр. Jean-Louis Borel) (3 квітня 1819 — 20 лютого 1884)                    | дивізійний генерал | 2 червня 1873 — 2 червня 1874       |
| 3                            |      | Анрі Греслі (фр. Henri Gresley) (9 лютого 1819 — 2 травня 1890)                           | дивізійний генерал | 2 червня 1874 — 29 листопада 1877   |
| 4                            |      | Жозеф де Мірібель (фр. Joseph de Miribel) (14 вересня 1831 — 12 вересня 1893)             | дивізійний генерал | 29 листопада 1877 — 25 січня 1879   |
| 5                            |      | Леопольд Даву (фр. Léopold Davout) (9 серпня 1829 — 9 лютого 1904)                        | дивізійний генерал | 25 січня 1879 — 11 січня 1880       |
| 6                            |      | Омер Арсен Блот (фр. Omer Blot) (27 листопада 1824 — 7 травня 1894)                       | дивізійний генерал | 11 січня 1880 — 16 листопада 1881   |
| 7                            |      | Жозеф де Мірібель (фр. Joseph de Miribel) (14 вересня 1831 — 12 вересня 1893)             | дивізійний генерал | 16 листопада 1881 — 18 лютого 1882  |
| 8                            |      | Акіль Ерне Вілемон (фр. Achille Ernest Vuillemot) (18 березня 1819 — 29 квітня 1903)      | дивізійний генерал | 18 лютого 1882 — 5 січня 1885       |
| 9                            |      | Шарль Варне (фр. Charles Warnet) (25 серпня 1828 — 10 грудня 1913)                        | дивізійний генерал | 5 січня 1885 — 9 квітня 1885        |
| 10                           |      | Амеде де Колс (фр. Amédée de Cools) (18 квітня 1830 — 1 липня 1904)                       | дивізійний генерал | 9 квітня 1885 — 10 січня 1886       |
| 11                           |      | Ежен Галланд (фр. Eugène Galland) (14 червня 1827 — 11 квітня 1895)                       | дивізійний генерал | 10 січня 1886 — 14 січня 1886       |
| 12                           |      | Савен де Лаклоз (фр. Savin de Larclause) (17 листопада 1826 — 20 березня 1897)            | дивізійний генерал | 14 січня 1886 — 6 липня 1887        |
| 13                           |      | Шарль Айо (фр. Charles Haillot) (20 червня 1827 — 25 квітня 1904)                         | дивізійний генерал | 6 липня 1887 — 7 травня 1890        |
| 14                           |      | Жозеф де Мірібель (фр. Joseph de Miribel) (14 вересня 1831 — 12 вересня 1893)             | дивізійний генерал | 7 травня 1890 — 12 вересня 1893†    |
| 15                           |      | Рауль де Буадефр (фр. Raoul Le Mouton de Boisdeffre) (6 лютого 1839 — 24 серпня 1919)     | дивізійний генерал | 29 вересня 1893 — 3 вересня 1898    |
| 16                           |      | Жан Констант Ренуар (фр. Jean Renouard) (23 квітня 1836 — 17 лютого 1929)                 | дивізійний генерал | 3 вересня 1898 — 5 листопада 1898   |
| 17                           |      | Поль Марі Бро (фр. Paul Marie Brault) (10 січня 1837 — 22 вересня 1899)                   | дивізійний генерал | 5 листопада 1898 — 22 вересня 1899† |
| 18                           |      | Альфред Делані (фр. Alfred Delanne) (15 червня 1844 — 28 лютого 1927)                     | бригадний генерал  | 27 вересня 1899 — 5 липня 1900      |
| 19                           |      | Жан Пендезе (фр. Jean Pendezec) (28 травня 1842 — 12 квітня 1913)                         | дивізійний генерал | 5 липня 1900 — 2 серпня 1905        |
| 20                           |      | Жан Брюн (фр. Jean Brun) (24 квітня 1849 — 23 лютого 1911)                                | дивізійний генерал | 2 серпня 1905 — 5 серпня 1909       |
| 21                           |      | Едуар Лаффон де Ладебат (фр. Édouard Laffon de Ladebat) (7 вересня 1849 — 25 лютого 1925) | дивізійний генерал | 5 серпня 1909 — 31 травня 1911      |
| 22                           |      | Огюст Дюбай (фр. Augustin Dubail) (15 квітня 1851 — 7 січня 1934)                         | дивізійний генерал | 31 травня 1911 — 29 липня 1911      |
| 23                           |      | Жозеф Жоффр (фр. Joseph Joffre) (12 січня 1852 — 3 січня 1931)                            | дивізійний генерал | 29 липня 1911 — 14 грудня 1916      |
| 24                           |      | Робер Нівель (фр. Robert Nivelle) (15 жовтня 1856 — 22 березня 1924)                      | дивізійний генерал | 14 грудня 1916 — 30 квітня 1917     |
| 25                           |      | Філіпп Петен (фр. Philippe Pétain) (24 квітня 1856 — 23 липня 1951)                       | дивізійний генерал | 30 квітня 1917 — 16 травня 1917     |
| 26                           |      | Фердинанд Фош (фр. Ferdinand Foch) (2 жовтня 1851 — 20 березня 1929)                      | дивізійний генерал | 16 травня 1917 — 29 грудня 1918     |
| 27                           |      | Анрі Альбі (фр. Henri Alby) (5 листопада 1858 — 11 лютого 1935)                           | дивізійний генерал | 29 грудня 1918 — 25 січня 1920      |
| 28                           |      | Едмон Буат (фр. Edmond Buat) (17 вересня 1868 — 30 грудня 1923)                           | дивізійний генерал | 25 січня 1920 — 30 грудня 1923†     |
| 29                           |      | Марі-Ежен Дебені (фр. Marie-Eugène Debeney) (5 травня 1864 — 6 листопада 1943)            | дивізійний генерал | 9 січня 1924 — 3 січня 1930         |
| 30                           |      | Максим Вейган (фр. Maxime Weygand) (21 січня 1867 — 28 січня 1965)                        | дивізійний генерал | 3 січня 1930 — 10 лютого 1931       |
| 31                           |      | Моріс Гамелен (фр. Maurice Gamelin) (20 вересня 1872 — 18 квітня 1958)                    | дивізійний генерал | 10 лютого 1931 — 20 травня 1940     |
| Посада скасована (1940–1945) |      |                                                                                           |                    |                                     |

### Начальники штабу французької армії часів Четвертої Французької республіки (1945—1958)
| #  | Фото | Ім'я (роки життя)                                                                             | Військове звання   | Термін в посаді                     |
| -- | ---- | --------------------------------------------------------------------------------------------- | ------------------ | ----------------------------------- |
| 32 |      | Жан Марі де Латр де Тассіньї (фр. Jean de Lattre de Tassigny) (2 лютого 1889 — 11 січня 1952) | армійський генерал | 30 листопада 1945 — 12 березня 1947 |
| 33 |      | Жорж Ревер (фр. Georges Revers) (30 липня 1891 — 27 березня 1974)                             | корпусний генерал  | 12 березня 1947 — 15 грудня 1949    |
| 34 |      | Клеман Бланк (фр. Clément Blanc) (1 жовтня 1897 — 21 грудня 1982)                             | корпусний генерал  | 15 грудня 1949 — 16 червня 1955     |
| 35 |      | Анрі Зеллер (фр. Henri Zeller) (18 березня 1896 — 16 квітня 1971)                             | армійський генерал | 16 червня 1955 — 2 березня 1956     |
| 36 |      | Жан Піат (фр. Jean Piatte) (20 лютого 1900 — ?)                                               | корпусний генерал  | 2 березня 1956 — 11 листопада 1956  |
| 37 |      | Анрі Лорйо (фр. Henri Lorillot) (18 серпня 1901 — 3 червня 1985)                              | армійський генерал | 11 листопада 1956 — 2 липня 1958    |

### Начальники штабу французької армії часів П'ятої Французької республіки (з 1958)
| #  | Фото | Ім'я (роки життя)                                                       | Військове звання   | Термін в посаді                     |
| -- | ---- | ----------------------------------------------------------------------- | ------------------ | ----------------------------------- |
| 38 |      | Анрі Зеллер (фр. Henri Zeller) (18 березня 1896 — 16 квітня 1971)       | армійський генерал | 2 липня 1958 — 1 жовтня 1959        |
| 39 |      | Андре Демец (фр. André Demetz) (10 грудня 1902 — 17 листопада 1977)     | армійський генерал | 1 жовтня 1959 — 18 липня 1962       |
| 40 |      | Луї Ле Пулош (фр. Louis Le Puloch) (3 квітня 1904 — 22 вересня 1976)    | армійський генерал | 18 липня 1962 — 3 квітня 1965       |
| 41 |      | Еміль Кантарель (фр. Émile Cantarel) (10 серпня 1909 — 13 вересня 1997) | армійський генерал | 3 квітня 1965 — 1 травня 1971       |
| 42 |      | Ален де Буасьє (фр. Alain de Boissieu) (5 липня 1915 — 5 квітня 2006)   | армійський генерал | 1 травня 1971 — 1 квітня 1975       |
| 43 |      | Жан Лагард (фр. Jean Lagarde) (19 березня 1920 — 21 липня 2007)         | армійський генерал | 1 квітня 1975 — 1 жовтня 1980       |
| 44 |      | Жан Делоне (фр. Jean Delaunay) (27 січня 1923 — 8 травня 2019)          | армійський генерал | 1 жовтня 1980 — 10 березня 1983     |
| 45 |      | Рене Імбо (фр. René Imbot) (17 березня 1925 — 19 лютого 2007)           | армійський генерал | 10 березня 1983 — 25 вересня 1985   |
| 46 |      | Моріс Шмітт (фр. Maurice Schmitt) (нар.23 січня 1930)                   | армійський генерал | 25 вересня 1985 — 16 листопада 1987 |
| 47 |      | Жільбер Форре (фр. Gilbert Forray) (16 лютого 1930 — 15 травня 2017)    | армійський генерал | 16 листопада 1987 — 17 квітня 1991  |
| 48 |      | Марк Моншаль (фр. Marc Monchal) (27 серпня 1935 — 12 листопада 2020)    | армійський генерал | 17 квітня 1991 — 28 серпня 1996     |
| 49 |      | Філіп Мерсьє (фр. Philippe Mercier) (нар.20 січня 1938)                 | армійський генерал | 28 серпня 1996 — 21 січня 1999      |
| 50 |      | Ів Крен (фр. Yves Crène) (нар.?)                                        | армійський генерал | 21 січня 1999 — 1 вересня 2002      |
| 51 |      | Бернар Торетт (фр. Bernard Thorette) (нар.20 жовтня 1945)               | армійський генерал | 1 вересня 2002 — 16 липня 2006      |
| 52 |      | Брюно Кюше (фр. Bruno Cuche) (нар.13 квітня 1948)                       | армійський генерал | 16 липня 2006 — 3 липня 2008        |
| 53 |      | Елрік Ірасторза (фр. Elrick Irastorza) (нар.29 вересня 1950)            | армійський генерал | 3 липня 2008 — 1 вересня 2011       |
| 54 |      | Бертран Рак-Маду (фр. Bertrand Ract-Madoux) (нар.9 лютого 1953)         | армійський генерал | 1 вересня 2011 — 1 вересня 2014     |
| 55 |      | Жан-П'єр Боссер (фр. Jean-Pierre Bosser) (нар.14 листопада 1959)        | армійський генерал | 1 вересня 2014 — 31 липня 2019      |
| 56 |      | Тьєррі Бюркар (фр. Thierry Burkhard) (нар. 30 липня 1964)               | армійський генерал | 31 липня 2019 — 22 липня 2021       |
| 57 |      | П'єр Шиль (фр. Pierre Schill) (нар. 10 вересня 1967)                    | армійський генерал | 22 липня 2021 — по т.ч.             |